# Waldemar Bernhard
Waldemar Bernhard, född 8 april 1890 i Linköping, död 18 mars 1965 i Bromma, Stockholm, var en svensk grafiker och tecknare. 
Han var son till ornamentsbildhuggaren Berndt Johansson, född 1838 i Örgryte och Eleonora Pettersdotter, född 1852 i Hjorted. Frånskild 26 september 1957. Bernhard utbildade sig först till måleriarbetare. Någon konstnärlig utbildning, privat eller i skolor, har han aldrig åtnjutit, utan är helt självlärd. Han har rest i Norge, Danmark, Tyskland, Italien, Polen, England, Frankrike, Nederländerna och Belgien. 1920-1921 utgav han egen tidning i Sigtuna, Sigtuna Tidning. Hans första bok, Samhällsomstörtare (Sollefteå 1913), innehöll en social kritik över vissa radikala ytterlighetsrörelser. Sin litterära produktion utökade han 1941 till en bok om Dan Andersson, som delvis bygger på personliga hågkomster, samt en biografi över Hinke Bergegren 1950. I ungdomen publicerade Bernhard åtskilliga dikter i pressen, bland annat en serie sonetter i Strix 1912-1916, en del hållna i en makabert romantisk E.A. Poe-stil.
Det är emellertid främst som grafiker han är känd; han har haft utställningar bland annat i London 1934 och 1936, i Warszawa 1933 och 1936, samt på Svensk-franska konstgalleriet i Stockholm 1937. Han har deltagit i konstnärsgruppen Industrimotivs utställningar 1949-1950. Sina originalgravyrer började Bernhard framställa redan 1914. Hans gigantiska arbete att i träsnitt skildra hela Sverige, dess bebyggelse, arkitekturminnen och valda delar av övriga minnesmärken, sysselsatte honom sedan cirka 1924. Sju landskap avverkades, vart och ett illustrerat med 40-100 trägravyrer. Hans bilder har en ren dokumentär realism och stor detaljrikedom, vilket utesluter en viss poetisk känsla för motiven. Med stor energi har han på egen hand inhämtat och så småningom fullkomnat sin teknik. Det är icke de väldiga vingslagen över denna konst som griper tag, utan det är kärleken till saken, uthålligheten, som tilltalar och som gjort att Bernhard på sitt passionsfria, exakta och kulturtroende vis åstadkommit vad ingen annan i vår generation kunnat göra.
I Konstvärlden 1941 skrev Otto Gustaf Carlsund följande; För betraktaren te sig landskapen riktigt återgivna, i väl markerade plan, där detaljerna framträda med den rätta skärpan. Han fortsätter i samma sobra stil som tidigare och man förvånas åter åt hans lyckliga val av blickpunkter. Det är en särskild gåva att kunna leta fram den för det avbildade föremålet mest karakteristiska sida. Den gåvan har Bernhard. I det föreliggande verket (en mapp med 100 blad från Dalarna) har han sökt anknytning till Dalarnas historia; han har återgivit minst en bild från var och en av de fyrtiosju socknarna, men undvikit de otaliga Gustaf Vasaladorna. Industriella märkvärdigheter från Polhems tid fram till idag och skaldehemmen från Stiernhielm till Dan Andersson är också med i serien.
År 1936 tillerkänns Bernhard statsanslag om 15000 kronor för att kunna fortsätta sin gärning. Av Stockholms stadskollegium fick han 1947 i uppdrag att utföra ett stort bildverk på 100 blad i träsnitt över Stockholm, som beräknades utkomma 1952.
Som porträttör har Bernhard utfört träsnitt över Gustaf V, Hjalmar Branting, Per Albin Hansson och Dostojevskij (1915).  
Bernhard finns representerad vid Moderna museet och Nationalmuseum i Stockholm. Vidare finns hans verk i Göteborgs museum, Malmö museum, Helsingborgs museum, Norrköpings konstmuseum, Örebro läns museum, Eskilstuna konstmuseum och Linköpings konstmuseum. I Gustav V:s och Gustav VI Adolfs privata samlingar ingår Bernhards alla landskapsserier.